# Архангельська Олександра Гаврилівна
Олександра Гаврилівна Архангельська (нар. 19 січня 1851, Крапивна — пом. 19 січня 1905) — російський земський лікар, один з піонерів земської хірургії, активний громадський діяч.

## Біографія
Народилася 7 (19) січня 1851 року в селі Крапивна (тепер Тульська область, Росія) в родині священника. До 20 років ніде не вчилася, і тільки по своїй допитливості вивчилася грамоті, закінчивши гімназійний курс за один рік. З 1874 по 1881 рік навчалась на жіночих лікарських курсах при Медико-хірургічній академії в Санкт-Петербурзі. Після закінчення курсів отримала диплом першого ступеня і була залишена асистенткою на кафедрі хірургії. Працювала в хірургічній клініці К. К. Рейера, потім земським лікарем в Нижегородській, а з 1883 року — в Московській губернії. У 1885 року в селі Петрівському Верейского повіту (нині Наро-Фомінського району) відкрила лікарню, в якій лікувала хворих з хірургічними і очними хворобами. Лікарня мала широку популярність.
Мало піклуючись про своє здоров'я, застудилася під час однієї з губернських нарад. Померла 6 (19) січня 1905 року.

## Громадська діяльність
У пресі і на з'їздах виступала за розвиток хірургічної допомоги в сільських земських лікарнях. Виступала на губернських з'їздах лікарів московського земства з доповідями з питань лікарсько-санітарної справи; брала участь в Пироговских з'їздах лікарів і в з'їздах російських хірургів. На 8-му Пирогівському з'їзді у 1902 році на засіданні секції хірургії була обрана почесним головою.

## Праці
Автор понад 50 друкованих праць. Зокрема:
- Пятьдесят случаев высокого камнесечения в земской практике, Врач, № 2, с. 33, № 3, с. 73, № 5, с. 135, 1897;
- К вопросу о развитии хирургической помощи в земстве, Шурн. О-ва рус. врачей в память Пирогова, № 2, с. 99, 1901;
- О 1100 извлечений катаракт, Рус. врач, т. 1, № 42, с. 1521, 1902;
- Для чего доктора делают операции, Л., 1926.

З метою поширення медичних знань в народі написала дві книги:
- «Для чого лікарі роблять операції і яка від того буває користь хворому»;
- «Перша допомога в нещасних випадках і при раптовому захворюванні людей» (книгу редагував Л. М. Толстой).

## Вшанування пам'яті

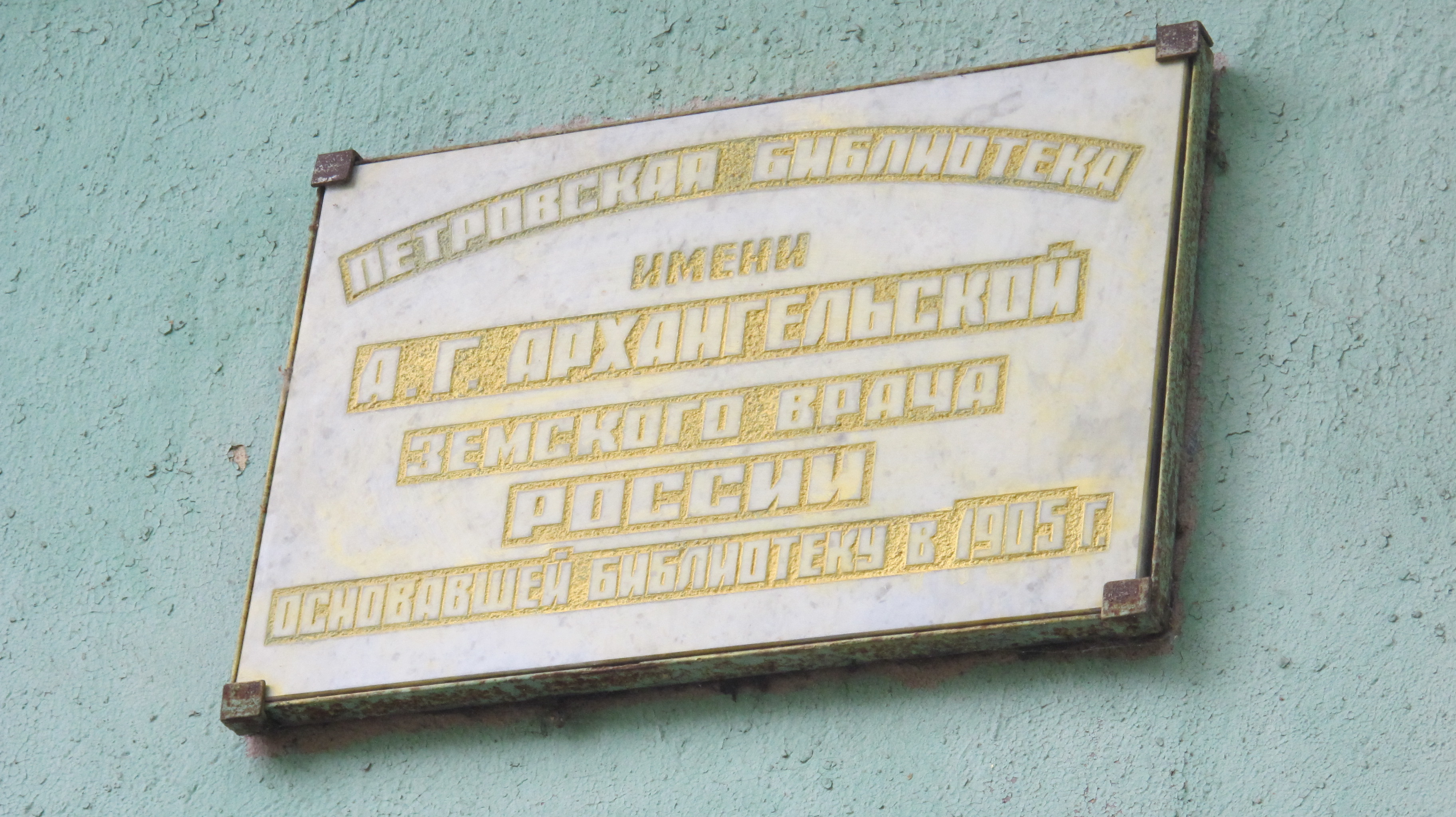
меморіальна дошка

З 15 листопада 2000 року Петровська сільська бібліотека названа ім'ям О. Г. Архангельської. На її будинку було відкрито меморіальну дошку, що увіковічує пам'ять її засновниці.
Скульптор Олександр Миколайович Златовратський між 1902 і 1904 роками виконав погруддя О. Г. Архангельської, яке було встановлене в бібліотеці Петровської лікарні, а тепер знаходиться в кабінеті головного лікаря.